# Sus-Saint-Léger
Sus-Saint-Léger is een gemeente in het Franse departement Pas-de-Calais (regio Hauts-de-France) en telt 332 inwoners (2005). De plaats maakt deel uit van het arrondissement Arras.

## Geografie
De oppervlakte van Sus-Saint-Léger bedraagt 7,4 km², de bevolkingsdichtheid is 44,9 inwoners per km².
De onderstaande kaart toont de ligging van Sus-Saint-Léger met de belangrijkste infrastructuur en aangrenzende gemeenten.

## Demografie
Onderstaande figuur toont het verloop van het inwonertal (bron: INSEE-tellingen).